# Platythyrea clypeata
Platythyrea clypeata är en myrart som beskrevs av Auguste-Henri Forel 1911. Platythyrea clypeata ingår i släktet Platythyrea och familjen myror. Inga underarter finns listade i Catalogue of Life.